# Бородуля Олександр Сергійович
Олександр Сергійович Бородуля (народився 6 жовтня 1991 у м. Мінську,СРСР) — білоруський хокеїст, воротар. Виступає за «Юність» (Мінськ) в Білоруській Екстралізі. Гравець молодіжної збірної Білорусі.

## Клубна кар'єра
Вихованець мінського хокейного клубу «Юніор». В сезоні 2007—08 дебютував за «Юніор» у Вищій лізі чемпіонату Білорусі. В першому сезоні провів 27 матчів і віддав 2 передачі, пропускав середньому за матч 2.58 шайби. В сезоні 2008—09 дебютував за «Юність-Мінськ» в Білоруській Екстралізі. В сезоні зіграв лише у 2 мачтах і став чемпіоном Екстраліги. Наступного сезону 2009—10 в регулярному чемпіонаті провів за «Юність» один матч.

## Кар'єра в збірній
У складі молодіжної збірної Білорусі учасник чемпіонату світу 2010 (дивізіон I). У складі юніорської збірної Білорусі учасник чемпіонатів світу 2008 і 2009.

## Статистика
| 2007—08     | Юніор Мінськ  | БВЛ         | 27 | 0 | 2 | 2 | 0 | — | — | — | — | — |
| 2008—09     | Юність Мінськ | БЕ          | 2  | 0 | 0 | 0 | 0 | — | — | — | — | — |
| 2009—10     | Юність Мінськ | БЕ          | 1  | 0 | 0 | 0 | 0 | — | — | — | — | — |
| Всього в БЕ | Всього в БЕ   | Всього в БЕ | 3  | 0 | 0 | 0 | 0 | — | — | — | — | — |

## Досягнення
Володар Кубка Білорусі (2010).